# Vicente González Briseño
Vicente González Briseño (* Guadalajara, Jalisco, México - † 8 de noviembre de 1990 en Guadalajara, Jalisco, México) fue un futbolista mexicano que jugaba en la posición de portero. Jugó para el Club Deportivo Guadalajara y el Club Puebla.
Inició en equipos amateur como el Muebles Mejorada, donde fue observado por Rodrigo Ruíz quien lo lleva a las fuerzas básicas del Guadalajara. Ya en el equipo rayado, fue presentado al entrenador Jorge Orth, quien le dio la titularidad de la portería, alternando con Antonio "Cantinflas" Aguilera.
Debutó el 23 de mayo de 1948, en un partido contra los Tiburones Rojos de Veracruz, el cual finalizaría con un empate a 2 goles. Perdió la titularidad ante Jaime Gómez en 1951, por lo que fue transferido al Puebla, club en el que debutó el 9 de diciembre de 1951, fue campeón de Copa México en 1953 y con el que permaneció hasta la temporada 1956-57, cuando el equipo de la franja pidió un permiso para ausentarse del torneo por problemas económicos.
Después de esto, regresa al Guadalajara y se mantuvo como suplente. Su último partido lo jugó en la edición de 1957 de la Copa de Oro de Occidente, fue contra el Club León y ocurrió el 30 de junio de 1957, el marcador fue un 4-1 favorable a los esmeraladas de León.
Murió el 8 de noviembre de 1990 a causa de diabetes.